# Dichaetomyia neavei
Dichaetomyia neavei este o specie de muște din genul Dichaetomyia, familia Muscidae, descrisă de Fritz Isidore van Emden în anul 1942.
Este endemică în Malawi. Conform Catalogue of Life specia Dichaetomyia neavei nu are subspecii cunoscute.